# Thomas Du Caju
Thomas Du Caju, né le 29 mai 1970 à Ostende (province de Flandre-Occidentale), est un auteur de bande dessinée et illustrateur belge néerlandophone.

## Biographie
Thomas Du Caju naît le 29 mai 1970 à Ostende. Il est le fils d'un chirurgien originaire de Hamme, où il passe également la majeure partie de sa jeunesse. Il étudie les arts plastiques à l'Institut Saint-Luc de Gand. Il entre dans la vie professionnelle comme dessinateur publicitaire et il réalise des storyboards, des mises en page et décors pour des projets d'animation comme Ivanhoe, Winitoons et Turtle Island via Graphics & Animations à Anvers. À partir de 1999, il travaille pendant sept ans au Studio 100, où il se spécialise dans le travail 3D. Il réalise du matériel promotionnel et du marchandisage.
Il aborde le monde de la bande dessinée en collaborant d'abord avec Merho, auteur de la très populaire série humoristique Kiekeboe dont il devient l'assistant pendant plusieurs années car depuis 2003, Merho ne s'intéresse plus qu'aux scénarios ; les jeunes dessinateurs Thomas Du Caju et Steve Van Bael se chargent des autres parties de la création. Il intègre ensuite les studios Vandersteen, travaillant sur Bob et Bobette et notamment l'album L'Intrus de la ronde de nuit en 2006. 
Il change de style et il adopte en parallèle de son trait à la rondeur très ligne claire un dessin réaliste pour la bande dessinée policière Sabbatini en coopération avec le scénariste Luc Morjaeu pour laquelle il livre quatre volumes aux éditions Dupuis dont un seul est publié en français en 2005.  
De 2008 à 2012, il s'associe également aux scénaristes Jean-Claude van Rijckeghem (également producteur de films) et Pat van Beirs pour créer Betty et Dodge pour Standaard Uitgeverij,. La série est traduite en français et publiée aux éditions BD Must de 2012 à 2014, elle compte 8 volumes et deux hors-série. Elle met en scène un couple pendant la Seconde Guerre mondiale qui vit une grande aventure d'amour et d'espionnage.
Il dessine le one shot Message on a bottle sur un scénario de Erik Verdonck, une bande dessinée de communication pour une brasserie aux éditions Ballon média. 
En 2015, Du Caju et l'écrivain Jan Kragt réalisent une bande dessinée sur la vie du roi des Pays-Bas Guillaume Ier, commandée par la Fondation Eureducation.
En 2017, Thomas Du Caju réalise le premier volet du diptyque Little England, scénarisé par le même Jean-Claude van Rijckeghem : Ruby,,. Cette aventure birmane mettant en scène l'écartèlement psychologique d'un enfant anglo-birman qui se déroule pendant la même période est publiée dans la collection « Zéphyr BD » aux Éditions Zéphyr. Il enchaîne l'année suivante avec la deuxième partie : Cobra royal. La même année, il réalise encore 349 Squadron un récit d'aviation sur un scénario de son acolyte Jean-Claude van Rijckeghem publié aux éditions bruxelloises BD Must.
En 2019, avec le même scénariste, il livre premier tome du diptyque Les Souris de Leningrad intitulé : Je suis Chapayev aux éditions Zéphir et le second La Ville des morts au tout début de l'année 2021. Puis, dans le courant de la même année, il intègre la collection « Cockpit » des Éditions Paquet, sur scénario de Wander Antunes et réalise le diptyque Les Ailes de l’espérance composé des volume Anges et Démons qui replonge dans la bataille d’Angleterre. En 2022, il lance une nouvelle saga Saboteuses,, prévue en six tomes sur la résistance en France, pendant l’occupation, sur scénario de Jean-Claude van Rijckeghem, dans la collection « Mémoire 1939-1945 » du même éditeur. Elle met en scène deux membres du Special Operations Executive créé par Winston Churchill aux caractères opposés. Elle compte trois volumes en 2024.
En 2005, Du Caju apporte une contribution graphique à Suske en Wiske 60 Jaar ! (2005), qui rend hommage à Bob et Bobette de Willy Vandersteen. En 2012, il est un des artistes à contribuer à l'artbook Building Bridges in Europe [« Construire des ponts en Europe »] publié par the European Association of National Builders’ Merchants Associations and Manufacturers (UFEMAT), où il réalise cinq planches sur des ponts emblématiques. En 2020, il a rejoint 75 auteurs de bande dessinée néerlandais et flamands pour apporter une contribution graphique à l'ouvrage collectif et gratuit Striphelden versus Corona [« Les Héros de bande dessinée contre le Corona »] (Oogachtend, Uitgeverij L, 2020). Le livre est destiné à soutenir les librairies de bandes dessinées qui ont dû fermer leurs portes pendant deux mois pendant le confinement au plus fort de la pandémie de Covid-19.
En outre, il réalise les affiches des festivals de Grammont et Lincent en 2017.

## Œuvres

### Albums de bande dessinée

#### Little England
- 1. Ruby[7],[8],[9], Éditions Zéphyr, coll. « Zéphyr BD », Paris, 3 mars 2017
Scénario : Jean-Claude van Rijckeghem - Dessin et couleurs : Thomas Du Caju -  (ISBN 9782361182151)
- 2. Cobra royal[10], Éditions Zéphyr, coll. « Zéphyr BD », 19 janvier 2018
Scénario : Jean-Claude van Rijckeghem - Dessin et couleurs : Thomas Du Caju -  (ISBN 978-2-361-18226-7)
- Int. Intégrale, Éditions Zéphyr, coll. « Mémoire », 28 mai 2025
Scénario : Jean-Claude van Rijckeghem - Dessin et couleurs : Thomas Du Caju -  (ISBN 978-2-88932-652-5),Contient les illustrations des deux couvertures originales et un cahier graphique de 8 pages réservé à la première édition.

#### Les Souris de Leningrad
- 1. Je suis Chapayev[11],[20], Éditions Zéphyr, 30 août 2019
Scénario : Jean-Claude van Rijckeghem - Dessin et couleurs : Thomas Du Caju -  (ISBN 978-2-361-18265-6)
- 2. La Ville des morts[12], Éditions Zéphyr, 13 janvier 2021
Scénario : Jean-Claude van Rijckeghem - Dessin et couleurs : Thomas Du Caju -  (ISBN 978-2-361-18268-7)

#### Les Ailes de l'espérance
- 1. Anges[13], Éditions Paquet, coll. « Cockpit », Genève, 14 avril 2021
Scénario : Wander Antunes - Dessin et couleurs : Thomas Du Caju -  (ISBN 9782889321391)
- 2. Démons, Éditions Paquet, coll. « Cockpit », Genève, 15 septembre 2021
Scénario : Wander Antunes - Dessin et couleurs : Thomas Du Caju -  (ISBN 9782889325696)

#### Saboteuses
- 1. Aiguille[14],[15],[21], Éditions Paquet, coll. « Mémoire 1939-1945 », Genève, 17 août 2022
Scénario : Jean-Claude van Rijckeghem - Dessin et couleurs : Thomas Du Caju -  (ISBN 9782889322626)
- 2. Taupe[22],[23], Éditions Paquet, coll. « Mémoire 1939-1945 », Genève, 9 août 2023
Scénario : Jean-Claude van Rijckeghem - Dessin et couleurs : Thomas Du Caju -  (ISBN 9782889323807)
- 3. Mouche[24],[25],[26], Éditions Paquet, coll. « Mémoire 1939-1945 », Genève, 22 mai 2024
Scénario : Jean-Claude van Rijckeghem - Dessin et couleurs : Thomas Du Caju -  (ISBN 978-2-88932-429-3)
- 4. Paradis, Éditions Paquet, coll. « Mémoire 1939-1945 », Genève, 18 juin 2025
Scénario : Jean-Claude van Rijckeghem - Dessin et couleurs : Thomas Du Caju -  (ISBN 978-2-88932-474-3)

### Artbooks
- Betty et Dodge[19], BD Must, Bruxelles, 1 octobre 2014
Scénario, dessin et couleurs : Thomas Du Caju -  (ISBN 978-2-87535-054-1)
- Girls ands Wings, BD Must, Bruxelles, août 2020
Scénario, dessin et couleurs : Thomas Du Caju -  (ISBN 978-2-87535-539-3)
- Artbook Thomas Du Caju, 7 Editions, 19 février 2022
Scénario et dessin : Thomas Du Caju - Couleurs : noir et blanc

### Para-BD
À l'occasion, Thomas Du Caju réalise des portfolios, ex-libris, jaquettes. Il réalise également des affiches de festivals de bande dessinée.

## Prix et distinctions
- 2005 :  prix Rookie au Festival de bande dessinée de Middelkerke à Middelkerke pour Sabbatini et Betty et Dodge[29],[1] ;
- 2018 :  prix Thema, Festival de bande dessinée de Knokke-Heist (nl) à Knokke-Heist[30].

#### Livres
: document utilisé comme source pour la rédaction de cet article.
- Philippe Mellot, Michel Denni, Laurent Turpin et Isabelle Morzadec, Trésors de la bande dessinée : BDM 2023-2024 - Catalogue encyclopédique et Argus, Paris, Les Arènes, novembre 2022, 23e éd., 1677 p., ill. ; 23 cm (ISBN 9791037507280, OCLC 1351462460, présentation en ligne), p. 38, 154, 547, 1103, 1171, 1383. .

#### Articles
- (nl) Thomas Du Caju, Jean-Claude van Rijckeghem, Pat van Beirs (interviewés par David Steenhuyse), « interview Thomas Du Caju, Jean-Claude van Rijckeghem, Pat van Beirs », Stripspeciaalzaak,‎ 20 décembre 2008 (lire en ligne, consulté le 30 septembre 2023).
- Thomas Du Caju et Jean-Claude van Rijckeghem (interviewés par Jean-Laurent Truc), « Des femmes oubliées en première ligne », Zoo Le Mag,‎ 20 août 2024 (lire en ligne, consulté le 7 novembre 2024).